# Seriatopora caliendrum
Seriatopora caliendrum là một loài san hô trong họ Pocilloporidae. Loài này được Ehrenberg mô tả khoa học năm 1834.